# Paysandisia archon

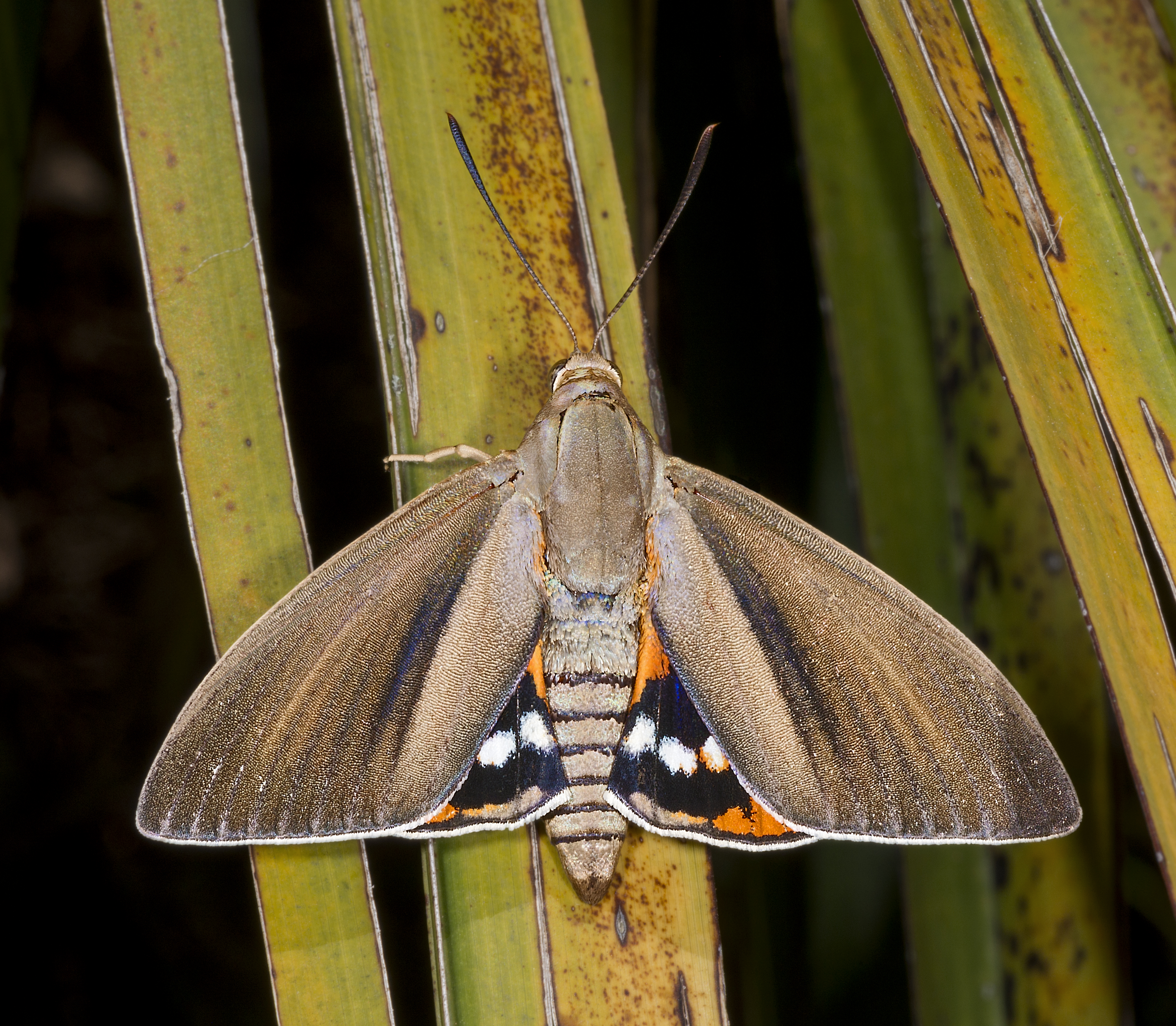
Paysandisia archon – männlich

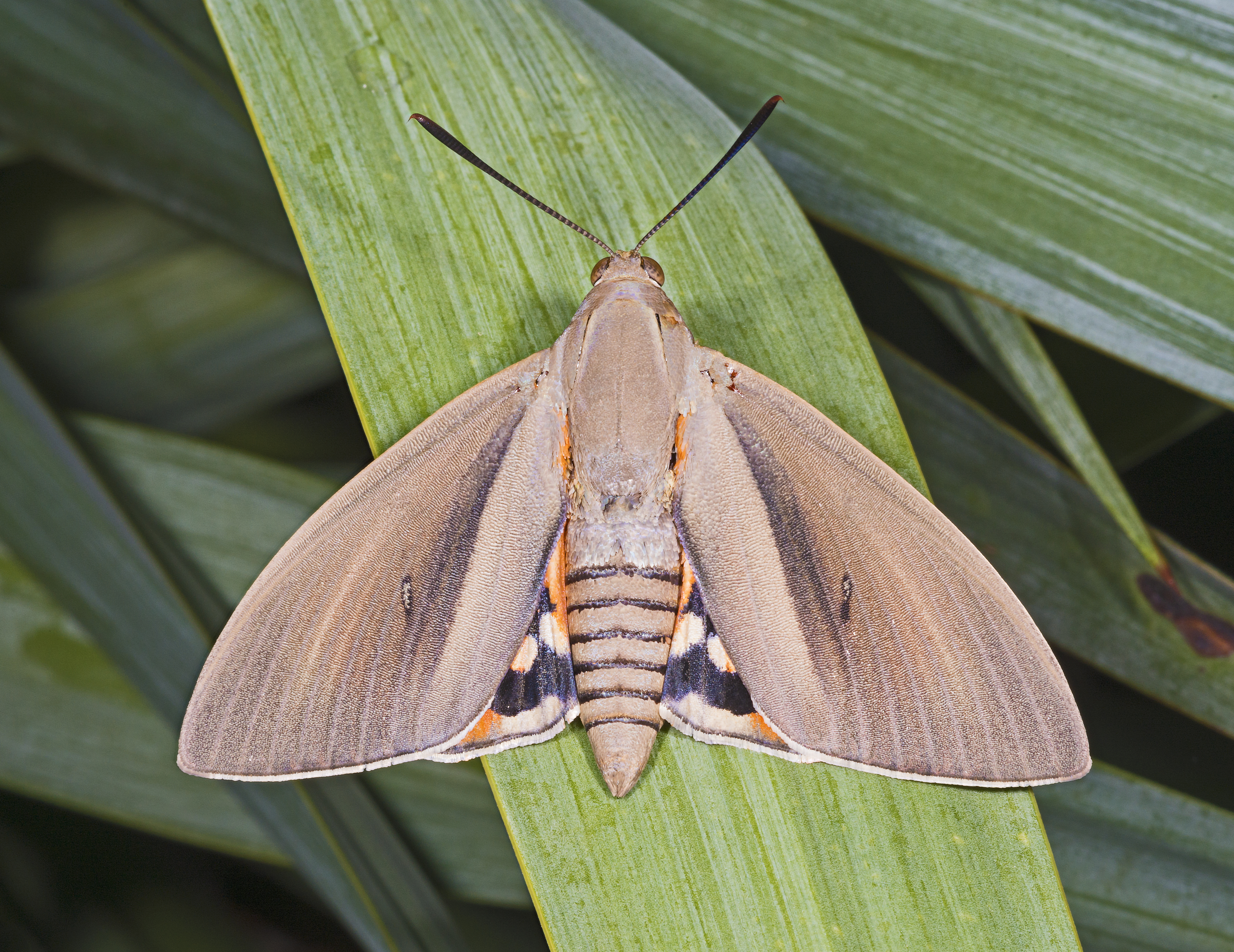
Paysandisia archon – weiblich

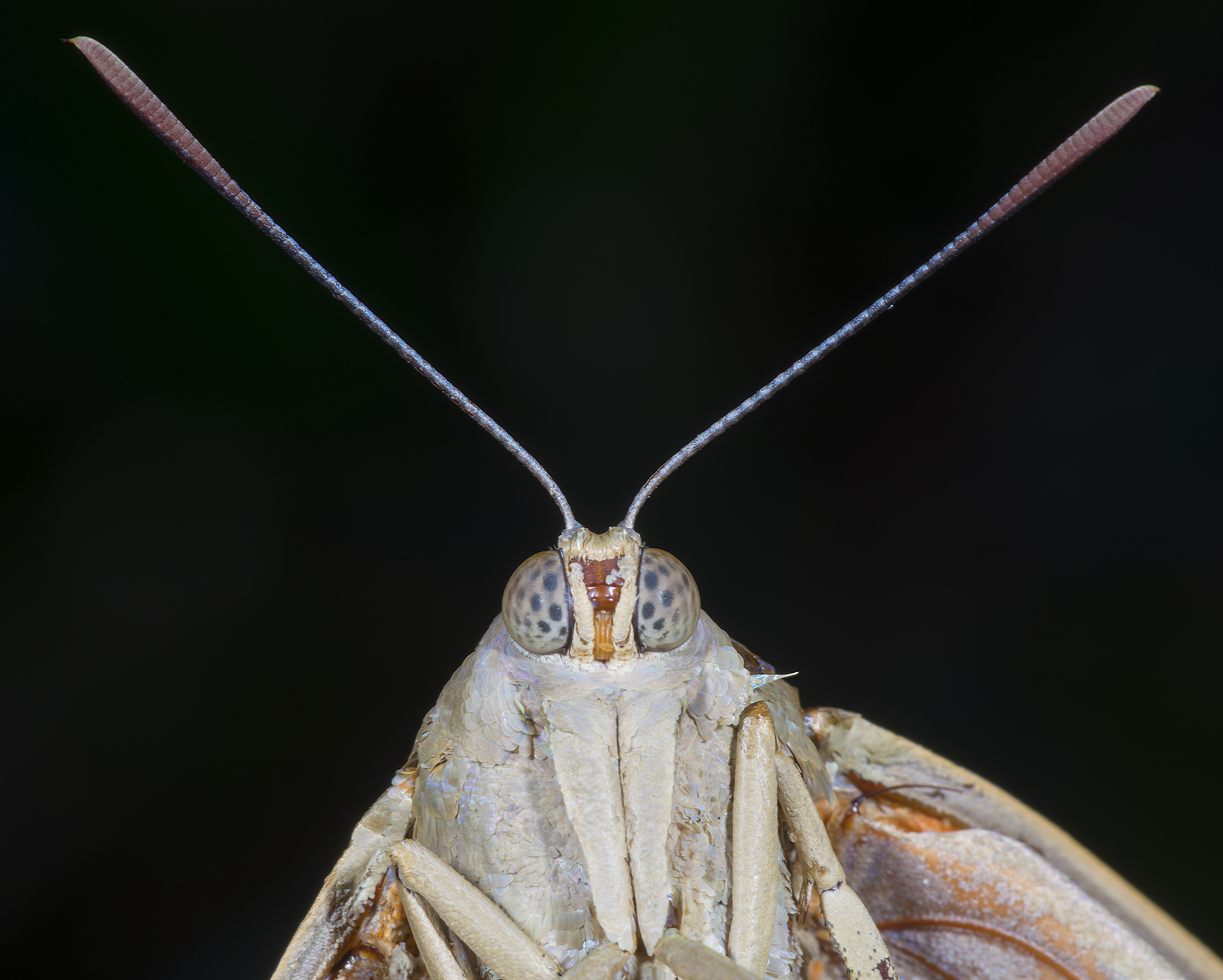
Paysandisia archon

Paysandisia archon (Palmenmotte) ist ein Schmetterling (Nachtfalter) aus der Familie der Castniidae, der in Südamerika verbreitet ist und Ende des 20. Jahrhunderts nach Europa eingeschleppt wurde.

## Merkmale
Die Flügelspannweite der Falter beträgt 80 bis 110 Millimeter. Die Fühler enden in einem sich allmählich verdickenden Fühlerkolben und ähneln denen mancher Tagfalter. Kopf, Thorax und Abdomen sind hellbraun. Die Vorderflügel sind ebenfalls hellbraun, am Apex und am Außenrand dunkler und am Innenrand heller. Darüber befinden sich entlang der Adern ein bis zwei schwärzliche Längsstriche. Besonders bei den Weibchen existiert oft eine Reihe heller Punkte in der Gegend der Diskoidalader. Basis und Vorderrand der Hinterflügel sind rot, das Saumfeld ist orange und mit einer braunen Saumlinie versehen. Das Mittelfeld ist schwarz und mit sechs bis sieben in einer sehr unregelmäßigen Reihe liegenden hellgelben bis bläulichweißen länglich-ovalen Flecken gezeichnet, die sich zwischen den Adern befinden. Die Fransen beider Flügel sind weißlich.

## Verbreitung
Paysandisia archon kommt in Brasilien, Uruguay, Paraguay und im nordwestlichsten Argentinien vor. Etwa zwischen 1985 und 1995 wurde die Art nach Europa eingeschleppt und befindet sich gegenwärtig in Ausbreitung an den Küsten des Mittelmeers und selbst in Südengland. Bisher ist sie bekannt aus Spanien (Provinzen Alicante, Valencia, Castellón, Barcelona, Girona und Balearen), Frankreich (Départements Pyrénées-Orientales, Aude, Hérault, Gard, Bouches-du-Rhône, Var, Alpes-Maritimes sowie seit 2006 auch in der Region Midi-Pyrénées), Italien (Kampanien, Marken, Sizilien und Gardasee) und aus Großbritannien (Sussex) sowie seit 2023 in der Schweiz (Kanton Tessin). Die Einschleppung nach Spanien und Frankreich erfolgte möglicherweise mehrfach mit aus Argentinien importierten Palmen der Gattungen Trithrinax und Butia.

## Lebensraum
Die Art besiedelt Lebensräume, in denen ihre Raupennahrungspflanzen vorkommen. In Europa sind dies vor allem angepflanzte Zierpalmen in Parks und Gärten sowie die Palmenalleen in Städten und Ortschaften.

## Lebensweise und Schädlichkeit
Die Falter sind tagaktiv. Die Weibchen legen die an kleine Reiskörner erinnernden Eier an die weiche Stammbasis von Palmen. Die nahezu zeichnungslosen, weißlichen Raupen bohren sich in die Pflanze ein; der Befall ist äußerlich durch Bohrmehl zu erkennen, das an der Basis der Blattstiele oder am Stamm austritt. Erwachsene Raupen erreichen eine Länge von 80 bis 100 Millimeter. Sie verpuppen sich in einem Kokon aus Palmenfasern innerhalb des von der Raupe angelegten Fraßgangs.
Während die Art in ihrer Heimat Südamerika keine größeren Schäden verursacht, ist sie in Europa ein gefürchteter Schädling an den hier meist angepflanzten einheimischen wie exotischen Palmenarten geworden. Die befallenen Palmen können vertrocknen, völlig absterben und später umstürzen, was besonders in den Touristengebieten unerwünscht ist. Deshalb wird die Art in Europa auf jede erdenkliche Weise zu bekämpfen und auszurotten versucht. Da momentan noch keine biologischen Bekämpfungsmethoden zur Verfügung stehen, erfolgt in der Regel ein massiver Einsatz von Insektiziden.

### Nahrung der Raupen
In ihrem natürlichen Verbreitungsgebiet leben die Raupen an Butia yatay, Chamaerops spec., Latania spec., Livistona chinensis, Phoenix canariensis, Syagrus romanzoffiana und Trithrinax campestris.
In Europa wurde sie bisher festgestellt an Chamaerops humilis, Livistona chinensis, Livistona decipiens und Livistona saribus, Phoenix-Arten, darunter Phoenix canariensis, Phoenix dactylifera und Phoenix reclinata, Sabal spec., Trachycarpus fortunei, Trithrinax campestris und Washingtonia filifera.

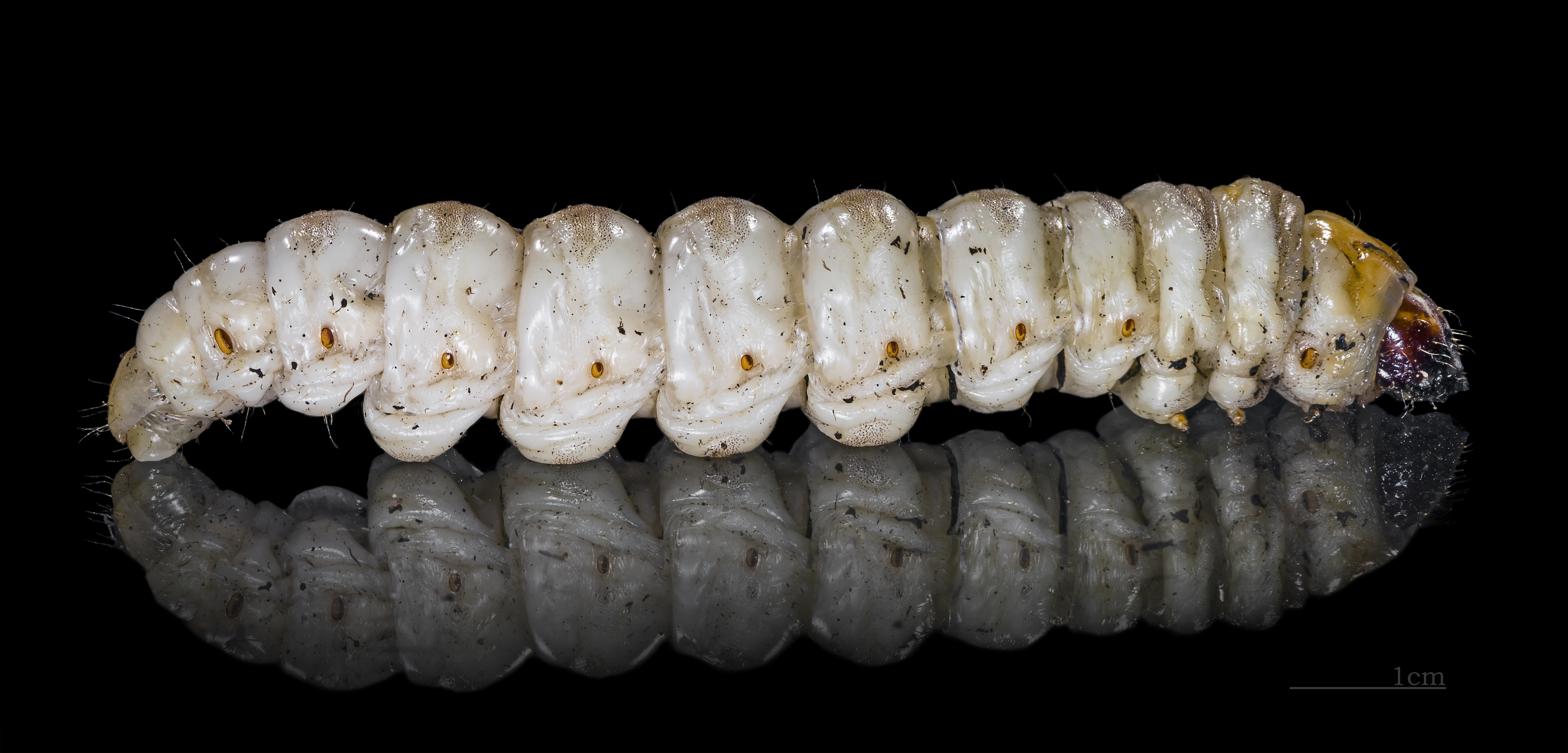
Raupe

### Flug- und Raupenzeiten
Die Falter sind in Europa bisher von Juli bis November beobachtet worden.

## Taxonomie
Die monobasische Gattung Paysandisia, beschrieben für Castnia josepha (ein jüngeres subjektives Synonym von Castnia archon), enthält nur die eine Art archon. Da die gesamte Tribus Castniini einer phylogenetischen Revision bedarf, steht zu erwarten, dass die Art archon mit zukünftigen taxonomischen Forschungsergebnissen ihre Gattungszugehörigkeit ändern wird.